# Шушняри (Лакташи)
Шушняри (серб. Шушњари) — населенный пункт в общине Лакташи, который принадлежит энтитету Республике Сербской, Босния и Герцеговина. По результатам югославской переписи населения 1991 года в Шушнярах проживало 678 человек.

## Население
| 1961                           | 1971 | 1981 | 1991 | - | - | - |
| ------------------------------ | ---- | ---- | ---- | - | - | - |
| 645                            | 624  | 773  | 678  | - | - | - |
| Гистограмма динамики населения |      |      |      |   |   |   |

### Национальный состав
1971 год:
- Сербы — 610
- Хорваты — 13
- Югославы — 0
- Мусульмане — 0
- Другие — 1

1981 год:
- Сербы — 734
- Хорваты — 23
- Югославы — 15
- Мусульмане — 0
- Другие — 1

1991 год:
- Сербы — 625
- Хорваты — 10
- Югославы — 18
- Мусульмане — 1
- Другие — 24